# یادداشت‌های علم
یادداشت‌های عَلَم کتابی است شامل یادداشت‌های اسدالله علم. این کتاب که تا کنون هفت جلد از آن به فارسی منتشر شده در دو جلد نیز به‌طور خلاصه به انگلیسی منتشر شده است.
چاپ اصلی کتاب در آمریکا و توسط انتشارات Ibex Publishers در سال ۱۹۹۲ و به زبان فارسی صورت گرفته است. 
«یادداشت‌های علم» چاپ‌های متعددی در ایران به وسیلهٔ انتشارات ثالث، مازیار و کتاب سرا داشته است،
ویراستاری هر ۷ جلد کتاب یادداشت‌های علم توسط علینقی عالیخانی و تأکید خانواده علم انجام شده است.
یادداشت‌های علم از نظر برخی اهمیت تاریخی دارد؛ چون علم تنها کسی در حکومت پهلوی بوده که یادداشت‌های خود را به یادگار نهاده است. همچنین وی اغلب اوقات خود را با شاه می‌گذراند؛ چه در سفرهای تفریحی چه سیاسی. نقش وی در تصمیم‌گیری‌های شاه از اهمیت بسیار ویژه‌ای برخوردار بود. چنان‌که خود او چندین بار نیز به این نکته در یادداشت‌های خود اشاره کرده است. یادداشت‌های او از روز اول اردیبهشت ماه ۱۳۴۶ در دسترس است و آخرین دیدار او با شاه نیز در تاریخ ۲۸ تیر ۱۳۵۶ بود. وی سپس برای درمان رهسپار پاریس شد و شاه هویدا را به جانشینی او برگزید.
عالیخانی ویراستار کتاب در مصاحبه خود با صدای آمریکا در ۲۰۲۰ با بیژن فرهودی میزان سانسور کتاب را اندک دانسته و بیش از ۹۹ درصد کتاب را دست نخورده می‌داند. 

با این حال محمد باهری احتمال اینکه یادداشت ها در نزد خانواده علم بوده است را نفی کرده است و گفته است ظاهرا یادداشت های وی بلافاصله بعد از مرگش از منزل او توسط عوامل شاه جمع آوری شده است.

## انتقادها
از سوی دیگر، صحت خاطرات نقل شده در یادداشت‌های علم توسط برخی از پژوهشگران مورد تردید قرار گرفته است.
- مسعود کوهستانی نژاد بر این نظر است که:

اگر بخواهم مثال دیگری در تحریف این خاطرات و کتاب‌سازی‌ها بیاورم می‌توان به خاطرات اسدالله علم اشاره کرد؛ خاطراتی که مثل کتاب مقدس در برخی موسسه‌های فرهنگی ما نقل قول می‌شود. اسدالله علم در یکی از جلدهای کتابش عنوان کرده است که در سال ۱۳۵۴ خدمت اعلیحضرت شاه بوده است و برای حل مشکلات کشور به وی پیشنهاد می‌کند که جمعی از ریش سفیدان و افراد با تجربه را در کنار هم جمع کند تا از آن‌ها در اداره مملکت‌داری، راهنمایی بگیرند اما شاه به وی گوش نداده است.
ما با خواندن این خاطره متوجه می‌شویم که اسدالله علم یا یک دروغگوی تمام عیار است یا انسانی فراموش کار که خاطراتی اشتباه را که ریشه در واقعیت ندارند، نقل می‌کند؛ چرا که او در حال گفتن این خاطرات به این نکته واقف نبوده است که ۸ سال قبل و در دوره نخست‌وزیریش، خود او طرح لایحه‌ای را به نام مجلس شورای دولتی برای تصویب به مجلس برد تا ساختار سیاسی ما را که از دوران ناصرالدین شاه تا سال‌ها بعد وجود داشت اصلاح کند.
- شائول بخاش مورخ و استاد دانشگاه جورج میسون در مقاله «Secrets of the Shah’s Court»، به‌طور مستقیم به مسئله تضاد خاطرات اسدالله علم با دیگر منابع تاریخی اشاره می‌کند، و این را به‌عنوان یکی از دلایل تردید در صحت یادداشت‌های او مطرح می‌سازد.

دیدگاه بخاش دربارهٔ تضاد یادداشت‌های علم با منابع دیگر:
۱. ناهماهنگی با گزارش‌های رسمی و اسناد دولتی:بخاش اشاره می‌کند که برخی رویدادهایی که علم در خاطراتش به آن‌ها پرداخته، با روایت‌هایی که از اسناد رسمی، تلگراف‌های دیپلماتیک، و گزارش‌های دولت‌های خارجی (به‌ویژه آمریکا و بریتانیا، مانند ریچارد هلمز سفیر ایران در آمریکا بین سال‌های ۱۹۷۳ تا ۱۹۷۷) به دست آمده، تطابق ندارد. این ناهماهنگی‌ها دربارهٔ نحوه تصمیم‌گیری‌های شاه، نقش علم، و چگونگی برخورد دربار با بحران‌های سیاسی به‌چشم می‌خورند.
۲. ارائه تصویری اغراق‌شده یا تحقیرآمیز از شاه:طبق گفته بخاش، برخی از صفاتی که علم به شاه نسبت می‌دهد – مانند خودشیفتگی، ضعف تصمیم‌گیری، یا افراط در تمایل به ستایش – با آنچه دیگر منابع (شامل خاطرات برخی دیپلمات‌ها یا اعضای بلندپایه دربار) توصیف کرده‌اند، همخوان نیست. این موضوع شائبه وجود غرض‌ورزی یا هدف خاصی در روایت علم را تقویت می‌کند.
۳. عدم تطابق با برداشت‌های خارجی‌ها از شاه:بخاش اشاره می‌کند که تصویر شاه در خاطرات علم، با ارزیابی‌هایی که سفرا و دیپلمات‌های غربی از شاه داشتند، هم‌راستا نیست. برای مثال، بسیاری از دیپلمات‌های خارجی شاه را فردی باهوش، دقیق و به‌شدت حساس به مسائل سیاسی توصیف کرده‌اند، در حالی که علم گاهی او را غیرمنطقی یا سطحی معرفی می‌کند.
۴. راویِ مناقشه‌برانگیز:بخاش به‌طور ضمنی هشدار می‌دهد که علم، به‌عنوان راوی، هم درون ساخت قدرت بود و هم به‌نوعی در تلاش برای بازسازی چهره خود پس از سقوط سلطنت. همین مسئله او را از راویان بی‌طرف متمایز می‌کند و باعث می‌شود خاطراتش بیشتر بازتاب ذهن و منافع شخصی‌اش باشد تا تاریخ دقیق و بی‌طرفانه.
در مقاله «بازنویسی انقلاب «ایران» (Rewriting the Iranian revolution) منتشر شده در نشریه The new Republic به این موضوع اشاره شده است که علم در خاطراتش با نگاهی به آینده خود را تبرئه کرده و تقصیرها را به گردن دیگران به ویژه نخست‌وزیر وقت امیر عباس هویدا انداخته است.

## موافقان
مسعود بهنود در مورد این خاطرات بر ای ن عقیده است که
به این ترتیب می‌توان با کسانی که معتقدند یادداشت‌های شش و اینک هفت جلدی علم همسنگ روزنامه خاطرات اعتماد السلطنه و خاطرات هاشمی رفسنجانی بازگوی پشت پرده قدرت در یک دوران طولانی است، موافق بود و پذیرفت که این سخن گزافی نیست گرچه اعتمادالسلطنه کمتر از علم به پادشاه قدر قدرت زمان نزدیک و به رازهای وی واقف بوده است و در عین حال خاطرات هاشمی رفسنجانی از آن جا که در زمان حیات او و دیگر بازیگران منتشر می‌شود، بیشتر در خطر ملاحظه کاری و رعایت مصالح نظام است. به این ترتیب می‌توان با کسانی که معتقدند یادداشت‌های شش و اینک هفت جلدی علم همسنگ روزنامه خاطرات اعتماد السلطنه و خاطرات هاشمی رفسنجانی بازگوی پشت پرده قدرت در یک دوران طولانی است، موافق بود و پذیرفت که این سخن گزافی نیست گرچه اعتمادالسلطنه کمتر از علم به پادشاه قدر قدرت زمان نزدیک و به رازهای وی واقف بوده است و در عین حال خاطرات هاشمی رفسنجانی از آن جا که در زمان حیات او و دیگر بازیگران منتشر می‌شود، بیشتر در خطر ملاحظه کاری و رعایت مصالح نظام است.
محمود طلوعی نویسنده و نماینده سابق مجلس شورای ملی نیز بر این نظر است که این خاطرات اثر علم بوده و ضمن تأکید بر صحت این خاطرات بیان می‌دارد ه وی از جمله معدود نفراتی بوده که از جریان نوشتن این خاطرات خبر داشته است. طلوعی در نوشتار خود بیان کرده است که محمدعلی منصف دایی علم و نماینده اسبق بیرجند این مطلب را به وی اعلام کرده بوده و وی را در جریان این نوشتار فرار داده است. طلوعی بر این نظر است که این نوشتار بیشتر از اینکه خدمت باشد سوء نیت است.
 اما آنچه بیشتر ظن سوءنیت علم را در نوشتن این یادداشت‌ها تقویت می‌کند پرداختن بیش از اندازه و بی‌مورد او به مسائل خصوصی و زنبارگی شاه است، که شاه را در نظر خواننده خفیف و بی‌مقدار می‌سازد. هر چند خود او نیز به عنوان واسطه این عیاشی‌ها و دلال محبت شاه بیشتر خفیف و بی‌مقدار می‌شود. در این مورد شاید علم، همان‌طور که در آغاز این نوشتار اشاره شد، از محمد حسن خان اعتمادالسلطنه وقایع‌نگار عصر ناصری تقلید کرده است